# Nikolaus Joseph Albert von Diesbach
Nikolaus Joseph Albert von Diessbach (Berna, 15 febbraio 1732 – Vienna, 22 dicembre 1798) è stato un gesuita e scrittore svizzero.

## Biografia

### Origini e formazione
Nacque a Berna il 15 febbraio 1732, secondogenito e primo maschio dei quattro figli di Nikolaus Albert, membro del Consiglio cittadino, e di Salome Tillier, sorella dello Schultheiss (sindaco) Johann Anton Tillier e dotata di influenza nella vita della città. Battezzato calvinista il 25 febbraio con il nome di Nikolaus Albert, preferì in seguito, forse dopo la conversione al cattolicesimo, chiamarsi Nikolaus Joseph Albert.
Come il fratello minore Rudolf Anton (1734-1797), all'età di appena undici anni fu avviato alla carriera militare. Entrò in un reggimento svizzero al servizio del re di Sardegna Carlo Emanuele III di Savoia, comandato tra il 1739 e il 1744 dallo zio paterno Johann Rudolf (1694-1751). Inquadrato in varie compagnie del reggimento, fu di stanza a Torino, Nizza, Alessandria e in altre località del Piemonte e della contea di Nizza.
Il 17 luglio 1745 divenne luogotenente in seconda di una compagnia colonnella e il successivo 24 luglio luogotenente effettivo. Nel dicembre 1749 fu promosso capitano tenente del reggimento, chiamato in quegli anni Roy. Come riconobbe in seguito, quelli furono per lui anni di "spirito altiero", "gagliarde passioni" e incredulità, secondo il volterrianesimo allora di moda nei circoli militari e nei salotti.

### Conversione
Si convertì al cattolicesimo nel 1754 per influenza di Antoine de Saint-Pierre, console di Spagna a Nizza, del quale l'anno successivo sposò la figlia. Dopo la conversione, Carlo Emanuele III (1730-1773) gli affidò il comando di un reggimento sardo e lo incaricò della formazione militare del figlio Vittorio Amedeo III (1773-1796).
Nel 1758 morì la moglie. Affidata la figlioletta al monastero della Visitazione di Nizza, von Diessbach l'anno successivo entrò nella Compagnia di Gesù. Ordinato sacerdote il 22 settembre 1764, fu destinato dapprima a Milano, poi a Torino, dove rimase anche dopo la soppressione della Compagnia, avvenuta nel 1773.

### Apostolato
Apprezzato per la sua integrità e cultura, fu ricercato come guida spirituale, come predicatore in italiano, francese e tedesco, nonché come educatore del giovane clero, per il quale istituì l'Amicizia sacerdotale.
Tra i viaggi da lui compiuti per ragioni di apostolato, si ricorda in particolare il lungo soggiorno a Vienna per preparare la visita di papa Pio VI (1775-1799), avvenuta nel 1782. Nella stessa città raccolse nell'Amicizia Cristiana un eletto gruppo di cattolici, comprendente il barone Josef von Penkler, il sacerdote Franz Schmid, il redentorista Clemente Maria Hofbauer (canonizzato nel 1909). Da questo gruppo nacque il movimento letterario ed artistico di primo Ottocento noto come romanticismo austriaco.
Fu soprattutto un apostolo della buona stampa: a tale scopo creò l'Amicizia Cristiana, scrisse diverse opere di ascetica e di apologetica, tra cui Le Chrétien catholique inviolablement attaché a sa religion; diffuse in Italia, Francia, Svizzera, Polonia e Austria le opere di Alfonso Maria de' Liguori (1696-1787, canonizzato nel 1839) per combattere il rigorismo giansenista.
Presentò all'imperatore Leopoldo II (1790-1792) un coraggioso memoriale, Adresse d'un catholique à S. M. I. et R. Léopold second roi de Hongrie et de Boème à son avènement au thrône (30 settembre) circa gli errori dottrinali del tempo, in particolare il giansenismo, gli interessi della Chiesa e il ristabilimento della Compagnia di Gesù.
Nella sua opera ebbe il valido aiuto di Pio Brunone Lanteri (oggi venerabile). Entrambi furono pionieri dell'intensa azione per la formazione del clero torinese, che ebbe poi il proprio centro propulsore nel Convitto ecclesiastico.

## Opere
- Le Chrétien catholique inviolablement attaché a sa religion par la considération de quelques unes des preuves qui en établissent la certitude, 3 voll., Torino 1771, online vol. 1, vol. 2, vol. 3.